# Way Down Yonder
Way Down Yonder es el cuarto álbum de estudio del músico estadounidense Charlie Daniels y el primero como The Charlie Daniels Band, publicado originalmente en enero de 1974 a través de Kama Sutra Records. Fue relanzado en 1977, bajo el título de Whiskey, a través de Epic Records.

## Recepción de la crítica
Un escritor no especificado de Record World comentó: “Esta banda brilla intensamente en su lanzamiento más reciente. La atractiva voz ronca de Daniels está en su mejor momento en el lastimero «Give This Fool Another Try»” y “en la apasionante canción que da nombre al álbum”. Un escritor no especificado de Billboard describió Way Down Yonder como “otro buen conjunto del hombre de ‘Uneasy Rider’ que muestra su versatilidad como bluesista en «Give This Fool Another Try» y como roquero en «Way Down Yonder»”. Un escritor no especificado de la revista Cash Box escribió: “Cuidadosamente producido por Charlie, el LP es una mirada a una de las mentes musicales más inteligentes que operan en la actualidad. El éxito de Charlie ya lo ha hecho popular, pero es probable que este LP lo convierta en una estrella”.

## Lista de canciones
Todas las canciones escritas y compuestas por Charlie Daniels.
Lado uno
1. «I've Been Down» – 3:30
2. «Give This Fool Another Try» – 8:05
3. «Low Down Lady» – 4:08
4. «Land of Opportunity» – 2:45

Lado dos
1. «Way Down Yonder» – 3:30
2. «Whiskey» – 5:50
3. «I'll Always Remember That Song» – 4:21
4. «Looking for My Mary Jane» – 4:35

## Créditos y personal
Créditos adaptados desde las notas de álbum de Way Down Yonder.
Personal técnico
- Charlie Daniels – productor
- Rick Horton – mezclas
- Paul Skala – mezclas, remezcla
- Warren R. Depalma – ilustración, caligrafía
- Marshall Fallwell Jr. – fotografía, diseño de portada